# Ponto dos Volantes
Ponto dos Volantes es un municipio brasileño del estado de Minas Gerais. Su población estimada en 2004 era de 11.349 habitantes.